# Heliura
Heliura is een geslacht van vlinders van de familie spinneruilen (Erebidae).

## Soorten
- H. amazonicum Rothschild, 1912
- H. assimilis Rothschild, 1912
- H. baleris Dyar, 1910
- H. balia Hampson, 1898
- H. baliodes Hampson, 1914
- H. banoca Dyar, 1914
- H. cadroe Schaus, 1924
- H. cosmosomodes Dognin, 1916
- H. elongata Rothschild, 1912
- H. emerentia Dognin, 1898
- H. episcepsidis Dyar, 1914
- H. excavata Dognin, 1910
- H. flavopunctata Dognin, 1911
- H. fulvipicta Kaye, 1911
- H. fumata Rothschild, 1912
- H. gigantea Druce, 1900
- H. hagmanni Zerny, 1931
- H. hecale Schaus, 1892
- H. kennedyi Rothschild, 1912
- H. klagesi Rothschild
- H. marica Cramer, 1775
- H. mimula Draudt, 1917
- H. nathalan Schaus, 1924
- H. nivaca D. Jones, 1915
- H. ockendeni Rothschild, 1912

- H. perexcavatum Rothschild, 1912
- H. phaeosoma Druce, 1905
- H. pierus Cramer, 1782
- H. postcoeruleum Rothschild, 1912
- H. quadriflavata Kaye, 1919
- H. rhodocryptoides Draudt, 1931
- H. rhodophila Walker, 1856
- H. sanguipalpia Hampson, 1898
- H. semihyalina Rothschild, 1912
- H. stolli Rothschild, 1912
- H. suffusa Lathy, 1899
- H. tetragramma Walker, 1854
- H. thysbe Möschler, 1877
- H. thysbodes Dognin, 1914
- H. umbrimacula Schaus, 1905
- H. viridicingulata Rothschild, 1912
- H. zonata Druce, 1905